# 한청위
한청위(韩承羽, 1991년 7월 11일 ~ )는 중국의 배우이다.

## 출연작

### 드라마
- 2012년 후난위성텔레비전 금응독파극장 《또 다른 찬란한 인생》 - 관위 역
- 2013년 후난위성텔레비전 금응독파극장 《화비화무비무》 - 안정위 역
- 2014년 망고 TV 웹드라마 《금패홍랑》 - 이열침 역
- 2015년 후난위성텔레비전 청춘진행중 《지인단신재일기》 - 지앙쥔카이 역
- 2015년 망고 TV 웹드라마 《금패홍랑 2》 - 이열침 역
- 2017년 안후이 위성 텔레비전 주파극장 《용주전기 무간도》 - 엽묵성 역
- 2019년 유쿠 웹드라마 《수남해》 - 루오티엔난 역
- 2019년 텐센트 웹드라마 《청설루》 - 가야 역
- 2019년 텐센트 웹드라마 《도묘필기》 - 두성 역
- 2020년 아이치이 웹드라마 《금의지하》 - 남청현 역
- 2020년 유쿠 웹드라마 《유리미인살》 - 류의환 역
- 2021년 후난위성텔레비전 금응독파극장 《여군가》 - 문종 역
- 2021년 아이치이 웹드라마 《주생여고》 - 환유 역
- 2022년 텐센트 웹드라마 《경쌍성》 - 치수 역
- 2022년 베이징 텔레비전 품질극장 《산하월명》 - 이경륭 역
- 2024년 후난위성텔레비전 금응독파극장 《장락곡》 - 막겸지 역